# Znakowarka
Znakowarka – urządzenie przeznaczone do przemysłowego grawerowania przedmiotów, części maszyn i konstrukcji, wykonanych z metali, tworzyw sztucznych oraz innych materiałów konstrukcyjnych. Znakowarki mają duże zastosowanie w przemyśle elektrycznym, motoryzacyjnym i lotniczym do znakowania części, a także tabliczek znamionowych silników i maszyn, na których znajdują się parametry oraz informacje.

## Podział
Ze względu na metodę znakowania rozróżnia się:
- znakowarki mikroudarowe, znakowarki mikropunktowe – mechaniczne wybijające oznaczenie przy użyciu drgającego rylca wykonanego z węgliku spiekanego[2]
- znakowarki laserowe – wypalające skupioną wiązką światła wzór w materiale
- znakowarki elektrochemiczne – trwale odbarwiające powierzchnię przedmiotu metalowego za pomocą prądu elektrycznego i elektrolitu.

Ze względu na rodzaj pracy:
- znakowarki stacjonarne – zamontowane na statywie, przeznaczone do znakowania niedużych przedmiotów lub tabliczek znamionowych
- znakowarki ręczne, przenośne – do znakowania ciężkich i dużych przedmiotów, na  przykład konstrukcji stalowych lub odlewów
- znakowarki stacjonarno-przenośne – pozwalające na pracę w trybie stacjonarnym i przenośnym[3].

## Nanoszone treści
Na przedmioty znakowane nanosi się następujące treści:
- tekst
- numer seryjny
- datę, godzinę
- grafikę lub logo, na przykład znak CE
- kod matrycowy.